# Anning
Anning (安宁市S, ĀnníngP) è una città-contea della Cina di 242.151 abitanti, situata nella provincia di Yunnan e amministrata dalla prefettura di Kunming.